# Coursetia brachyrhachis
Coursetia brachyrhachis är en ärtväxtart som beskrevs av Hermann August Theodor Harms. Coursetia brachyrhachis ingår i släktet Coursetia, och familjen ärtväxter. Inga underarter finns listade i Catalogue of Life.